# ELS (Startrampe)

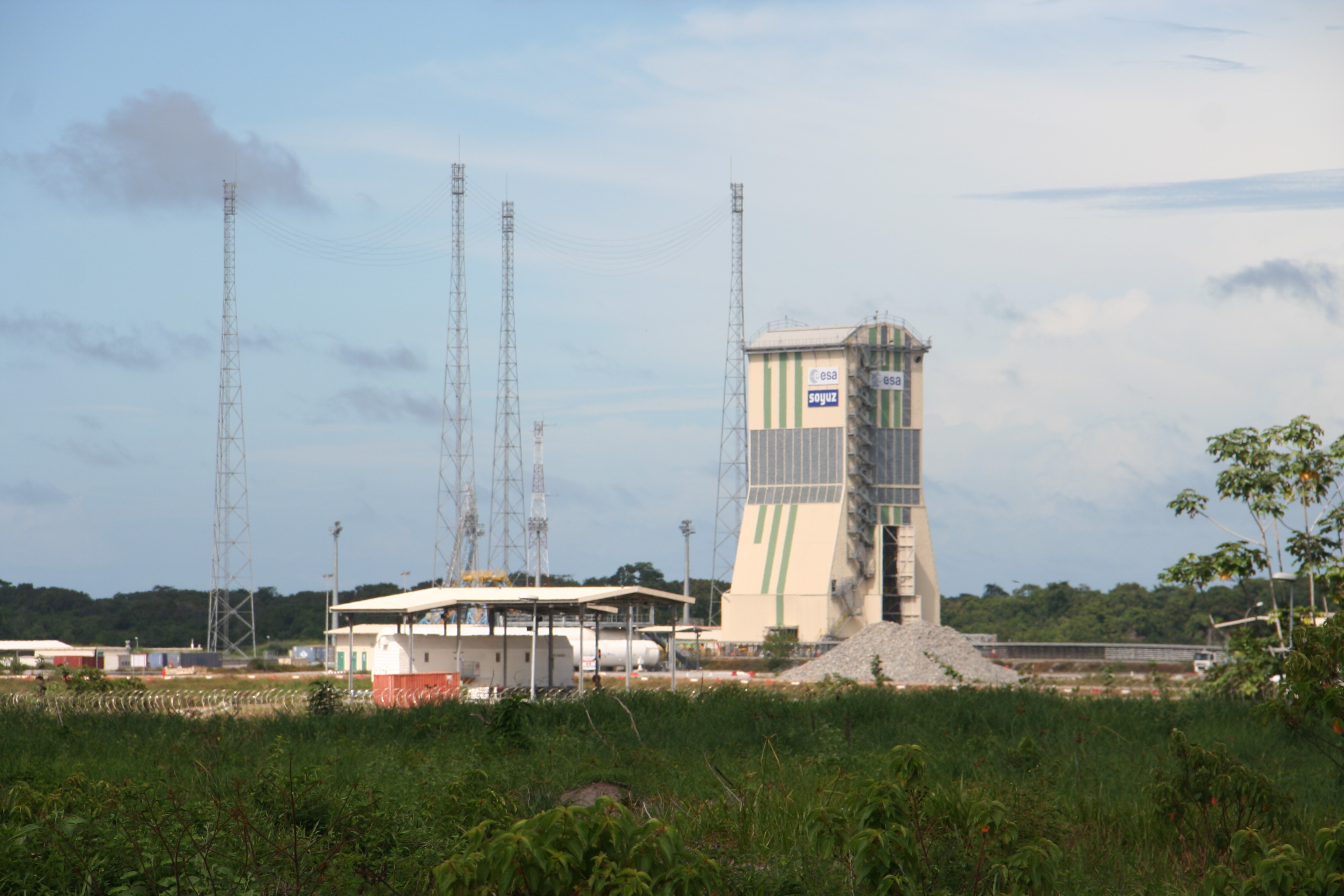
Der mobile Montageturm MBO der Sojus-Startanlage

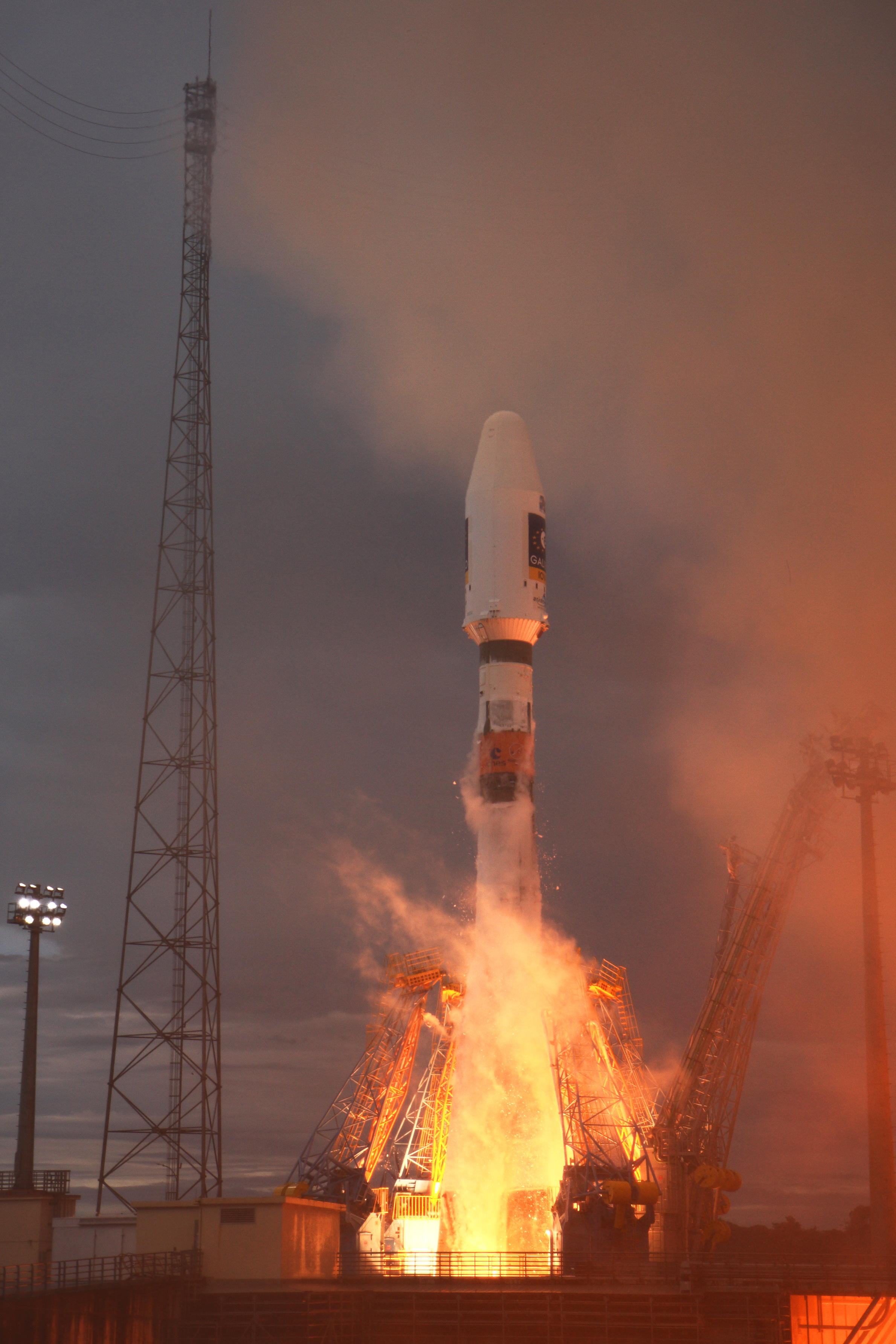
Eine Sojus-Rakete startet von der ELS-Startrampe

ELS (Ensemble de Lancement Soyouz) ist eine Startrampe am Raumfahrtzentrum Guayana (CSG) bei Kourou in Französisch-Guayana, von der aus Raketen des russischen Typs Sojus gestartet werden können. Der erste Start vom ELS erfolgte am 21. Oktober 2011 mit einer Sojus ST, auch Sojus STK genannt, und zwei europäischen Galileo-Navigationssatelliten als Nutzlast. Insgesamt wurden 27 Raketen gestartet, der letzte Start war am 10. Februar 2022.

## Standort
Das Startgelände befindet sich im nordwestlichen Teil des CSG. Die Entfernung von der Stadt Kourou beträgt 27 km, 10 km von der aktiven Ariane-Startanlage ELA-3 und 18 km von der Gemeinde Sinnamary, auf deren Gelände sich das ELS befindet. Es befindet sich nördlich der Straße RN1, so dass ungehindert nach Norden über das Meer gestartet werden kann. Insgesamt ist das ELS-Gelände 1,2 km² groß, wovon 20.000 m² überbaut sind. In die Startrampe wurde bei der Grundsteinlegung 2007 ein 20 kg schwerer Stein von der Sojus-Startrampe in Baikonur eingebaut, von der Juri Gagarin 1961 zum ersten bemannten Weltraumflug startete.

## Aufbau
Das Gelände ist in zwei Bereiche aufgeteilt: den Vorbereitungsbereich (Zone de Preparation, ZP) und den Startbereich (Zone de Lancement, ZL).
Am Rand des Vorbereitungsbereichs befindet sich der Leitstand (Centre de Lancement, CDL). Sein Dach besteht aus einer 2 m dicken Betonschicht. In der Mitte des Vorbereitungsbereichs, etwa 625 m vom Startplatz entfernt, befindet sich das Integrationsgebäude MIK (Montazhno-Ispitatielniï Korpoussagrandi). Es ist 92 m lang, 41 m breit und 22 m hoch. In ihm werden die Sojus-Rakete, die Fregat-Oberstufe und die Booster der ersten Stufe vorbereitet. Wie in Russland und Kasachstan üblich lagert die Rakete dabei waagrecht und wird anschließend auf Schienen zur Startrampe transportiert.
Am Startplatz angekommen, wird die Rakete in die Senkrechte gebracht und in vier radiale, nach oben schwenkbar gelagerte Stahlausleger (die Tulpe genannt) eingehängt, welche die Rakete tragen und nach der Triebwerkszündung freigeben. Bei der Sojus-Startanlage in Baikonur ist das Untergestell dieser Arme drehbar, um verschiedene Abschussrichtungen zu ermöglichen, was für die älteren Sojus-Versionen mit analoger Flugsteuerung notwendig war, die nicht den Azimut der Bahn anpassen konnten. Im CSG werden nur Sojus-Versionen mit digitaler Flugsteuerung mit aktiver Azimutanpassung verwendet, so dass das Untergestell von 16 m Durchmesser und 300 t Masse fest montiert werden konnte.
Der mobile Montageturm MBO (Mobilnaïa Bachnia Obslouzhivania) umfasst die Rakete vor dem Start. Er ist 53 m hoch, 29 m tief, 24 m breit und hat eine Masse von 800 t. Er ermöglicht auf 11 Etagen den Zugang zur Rakete. Von ihm aus wird die Nutzlast montiert. Abweichend von dem auf den russischen und kasachischen Startplätzen praktizierten Verfahren, die Rakete einschließlich Nutzlast in horizontaler Lage vollständig zu montieren, wird die Fregat-Oberstufe zusammen mit der Nutzlast mit ihrer Verkleidung am ELS erst nach dem Aufrichten des Trägers mit den Stufen 1 bis 3 auf dem Starttisch in vertikaler Position aufgesetzt.
Außerdem befinden sich auf dem Startgelände noch vier große Masten, die als Blitzableiter dienen, sowie Lagertanks für die flüssigen Treibstoffe.